# Myotis muricola
Myotis muricola је врста слепог миша из породице вечерњака (лат. Vespertilionidae).

## Распрострањење
Врста има станиште у Авганистану, Брунеју, Бутану, Вијетнаму, Индији, Индонезији, Камбоџи, Кини, Лаосу, Малезији, Мјанмару, Непалу, Пакистану, Сингапуру, Тајланду и Филипинима.

## Станиште
Врста Myotis muricola има станиште на копну.
Врста је по висини распрострањена до 2.700 метара надморске висине.

## Угроженост
Ова врста није угрожена, и наведена је као последња брига јер има широко распрострањење.

### Популациони тренд
Популација ове врсте је стабилна, судећи по доступним подацима.